# Simon Tookoome
Simon Tookoome (1934 — 2010) est un dessinateur, graveur et sculpteur inuit. Il était suffisamment indépendant pour commercialiser une grande partie de ses œuvres lui-même grâce à sa notoriété et à son bon contact avec les gens du sud. Il a vécu depuis 1965 dans la communauté Qamani’tuaq (Baker Lake) au Nunavut (Canada).

## Biographie
Simon Tookoome naît le 9 décembre 1934 près de Uqsuqtuuq (Gjoa Haven) et Back River avant de démanger à Baker Lake en 1965. Quelques années plus tard, il a commencé à produire des dessins, des gravures, et des sculptures.
Depuis 1971, Simon Tookoome a participé à la collection de gravures de Baker Lake. Quelques années plus tard, son oeuvre « estampe inuit » a été présenté au Musée de l'Homme de Paris. En 1985, ses œuvres sont présentées dans l'exposition sur les « Traditions ». Sa notoriété lui permet d'exposer en solo depuis 1980 aussi bien à New York qu'à Vancouver. En 1992, la ville de Montréal fait figurer ses œuvres dans son exposition « Nouveaux Territoires, 350/500 ans après. » Il est souvent présent au vernissage des expositions d'art inuit. Nous pouvons également retrouver une sculpture de Simon Tookoome au Winnipeg Art Gallery.
En 1980, l'une de ses œuvres est reproduite sur le timbre postal canadien de 35 centimes et en 1988, il gagne un concours pour la réalisation d'une affiche pour les Jeux olympiques d'hiver de Calgary. Ses œuvres sont sélectionnées pour illustrer six mois du calendrier d’art inuit édité pour 1992 par l’Inuit Galerie de Mannheim.
Simon Tookoome est resté très attaché à la chasse (dont il a exclusivement vécu jusqu'à 1965) et a été admiré pour son habileté à conduire les attelages de chiens. Il est aussi grand amateur des danses traditionnelles inuit et un conteur recherché pour ses histoires vécues pendant sa vie de nomade.
Simon Tookoome meurt le 7 novembre 2010.

## Œuvre
Ses contributions à l'Art Inuit contemporain se manifestent par l'intégration de ses œuvres pour illustrer le livre de Harold Seidelman The Inuit imagination (Douglas + McIntyre, 1993 n°148) et Art Inuit (Editions Fragments, Paris, 1997 et 2006). Ses œuvres illustrent aussi le livre Inuit Art, an introduction de Ingo Hessel (Ed. Douglas et Mc Intyre 1998 n° 40). En 1999, un livre lui a été consacré : The shaman’s nephew (Ed. Stoddart Kids, Simon Tookoome et Sheldon Oberman), où il a gagné le prix Norma Fleck.
Ses œuvres sont présentes dans les collections de la Famille Klamer au Musée des beaux-arts de l'Ontario à Toronto, la collection McMichael, le Musée d’art contemporain de Montréal, le Musée national des beaux-arts du Québec, le Musée d’art inuit Brousseau de Québec, le Musée des beaux-arts de Montréal, le Musée d'anthropologie de Vancouver, le Musée des beaux-arts du Canada et la Winnipeg Art Gallery.